# Ferdinand Tige
Ferdinand Graf Tige (* 21. September 1719 in Hermannstadt; † 21. September 1811 in Wien) war ein österreichischer General der Kavallerie und von 1796 bis 1801 Präsident des Hofkriegsrates.

## Leben

### Herkunft
Ferdinand Graf Tige entstammte dem alten lothringischen Adelsgeschlecht Tige und war der Sohn des kaiserlichen Generals der Kavallerie und Kommandanten von Siebenbürgen Carl Tige, der am 6. Oktober 1726 in den Grafenstand erhoben wurde.

### Militärischer Werdegang
Tige trat 1743 als Kornett in das Kürassierregiment St. Ignon ein und wurde dort 1758 zum Oberstleutnant befördert. 1766 wurde er Oberst und Kommandant eines Kürassierregiments, 1773 Generalmajor und 1781 Inhaber des Dragonerregiments Prinz Eugen von Savoyen. 1784 erfolgte seine Beförderung zum Feldmarschallleutnant.
1787 kam er zur Armeedivision des Generals der Kavallerie Joseph Graf Kinsky. Zwei Jahre später wurde Tige mit gleichzeitiger Beförderung zum General der Kavallerie in den Ruhestand versetzt. Bereits im April 1790 wurde er reaktiviert und zum Hofkriegsrat ernannt. Er übernahm zunächst für kurze Zeit das Präsidium und führte es bis zur Ernennung des Grafen von Wallis im Jahre 1791 interimistisch. Nach der Reorganisation des Hofkriegsrates im Jahre 1791 wurde Tige zum Präsidenten des Militär-Justiz-Departments ernannt und führte nach dem Tod des Grafen von Nostitz-Rieneck erneut das Präsidium ad interim bis 1801. Bereits im Jahre 1793 hatte Kaiser Franz II. seine langjährigen treuen Dienste mit einer Personalzulage von jährlich 2000 Gulden und der Ernennung zum Geheimrat gewürdigt. 1808, mit 92 Jahren, trat Tige endgültig in den Ruhestand.
Unter seiner Präsidentschaft erhielt die Armee verbesserte und leichtere Gewehre. Bei der Ausbildung wurde auf Zielgenauigkeit bei Schießübungen größter Wert gelegt (Scheibenschießen). Auch die Ausbildung der leichten Truppen wurde verbessert. 1798 wurde bei der Infanterie der Säbel abgeschafft, so dass nur noch Unteroffiziere und Grenadiere damit bewaffnet waren. Bei der Kavallerie wurden die Carabinier-Regimenter in Kürassier- und sieben Chevaulegerregimenter umgewandelt.

### Familie und Nachkommen
Ferdinand Graf Tige heiratete Antonia Gräfin Larisch. Ihr gemeinsamer Sohn Franz Karl Graf Tige (* 1754; † 1816) wurde österreichischer Generalmajor.